# No Mediocre
No Mediocre è un singolo del rapper statunitense T.I., pubblicato nel 2014 come estratto dall'album Paperwork. La canzone è stata scritta e interpretata insieme alla rapper australiana Iggy Azalea e prodotta da Mustard.

## Tracce
- Download digitale

1. No Mediocre (featuring Iggy Azalea) [Explicit] – 3:21
2. No Mediocre (featuring Iggy Azalea) [Clean] – 3:21

## Video
Il videoclip è stato girato nel maggio 2014 a Rio de Janeiro (Brasile) e pubblicato nel giugno seguente. È stato diretto dal regista canadese Director X.

## Classifiche

### Classifiche settimanali
| Classifica (2014) | Posizione raggiunta |
| ----------------- | ------------------- |
| Australia         | 36                  |
| Belgio (Fiandre)  | 69                  |
| Belgio (Vallonia) | 63                  |
| Canada            | 59                  |
| Francia           | 35                  |
| Nuova Zelanda     | 34                  |
| Regno Unito       | 49                  |
| Stati Uniti       | 33                  |

### Classifiche di fine anno
| Classifica (2014) | Posizione |
| ----------------- | --------- |
| Stati Uniti       | 87        |